# Hymenoxys helenioides
Hymenoxys helenioides là một loài thực vật có hoa trong họ Cúc. Loài này được (Rydb.) Cockerell mô tả khoa học đầu tiên năm 1904.